# Шилун
Шилу́н (кит. упр. 石龙, пиньинь Shílóng) — район городского подчинения городского округа Пиндиншань провинции Хэнань (КНР). Район назван по реке Шилунхэ.

## История
В марте 1957 года решением Госсовета КНР был создан город Пиндиншань. В 1960 году к городу Пиндиншань был присоединён уезд Баофэн, однако в октябре 1961 года он был воссоздан. 28 декабря 1961 года решением правительства провинции Хэнань Ханьчжуанская и Наньгучжуанская коммуны, а также 12 бригад были переданы из состава уезда Баофэн под юрисдикцию города Пиндиншань.
В 1971 году был создан Западный район (西区). В 1973 году он был расформирован, а его территория — разделена между Пригородным районом и Центральным районом. В 1977 году Западный район был создан вновь, а в 1979 году он опять был расформирован, и его территория была разделена между Пригородным районом и районом Синьхуа. В 1982 году Западный район был создан в третий раз, а в 1997 году он был переименован в район Шилун.

## Административное деление
Район делится на 4 уличных комитета.